# Plus Ratio...
Plus Ratio… Pismo Bratniej Pomocy Akademickiej im. św. Jana z Kęt Cantianum – bezpłatne czasopismo studenckie wydawane w Krakowie od lutego 1996 roku przez Bratnią Pomoc Akademicką. 
Nazwa pisma nawiązuje do łacińskiej maksymy Plus ratio quam vis (Rozum znaczy więcej niż siła), która jest dewizą Uniwersytetu Jagiellońskiego. Pismo ukazuje się jako miesięcznik w nakładzie ok. 5 tys. egz. i jest rozprowadzane na wszystkich wydziałach uniwersytetu. Tematyka artykułów dotyczy życia uczelni.